# 이블 (드라마)
《이블》(영어: Evil)는 미국의 초자연 드라마이다. 2019년 9월 26일 CBS에서 처음 방송되었다.